# Eva Crane
Eva Crane nasceu na Grã-Bretanha em 1912. Era PHD em física nuclear, mas deixou este campo para se dedicar à fascinação por abelhas. Viajou o mundo pesquisando o comportamento e a história das abelhas. Fundou a primeira organização mundial de intercâmbio de informações relevantes e pesquisas sobre abelhas. Este profundo interesse teria nascido em 1942, durante a Segunda Guerra Mundial, depois que ela recebeu uma caixa de abelhas como presente de casamento. Naquele período crítica da história da humanidade, uma colmeia (caixa de abelhas) era um presente muito apreciado na Grã-Bretanha, para auxiliar as famílias a enfrentar a escassez de açúcar. Eva se tornaria conhecida como a "Grande dama do mel e das investigações sobre as abelhas".
Dedicou mais de 50 anos ao estudo de abelhas e seu comportamento. Estudou em particular a ligação das abelhas com os seres humanos e com o meio ambiente. Sua obra pode ser adquirida pela intenet. Escreveu extensivamente sobre as abelhas. Trabalhou em mais de 60 países. Para saber mais sobre as abelhas, por vezes, viajou  em canoas primitivas ou de cães de trenó, a fim de documentar o uso humano de abelhas desde os tempos pré-históricos até o presente. Entre suas descobertas, constatou que os antigos babilônios usavam mel para preservar cadáveres, e que as abelhas foram efetivamente usadas como armas militares pelos vietcongues. Ela também documentou o papel relevante das abelhas em nossa produção de alimentos, observando que as abelhas são responsáveis pela polinização de pelo menos 40% das culturas de alimentos consumidos por seres humanos e animais.
Crane escreveu mais de 180 trabalhos entre artigos e livros, muitos, quando ela estava em seus 70 e 80 anos. Eva Crane morreu em 6 September 2007.